# Altagracia (Nueva Esparta)
Altagracia es un pueblo la parroquia Sucre, del municipio  Gómez, del Estado Nueva Esparta, Venezuela. Está situado al noreste de la Isla de Margarita, cercana a Juan Griego y tiene una altura de 380 m s. n. m.
Se elaboran las tradicionales alpargatas y adornos con conchas marinas.
Nuestra Señora de Altagracia es la patrona de la l2ocalidad y celebran la fiesta el 6 de enero.

## Festividades
Las celebraciónes de los Hateros o Gracitanos nativos o residentes comienzan el 28 de diciembre con la bajada de la Sagrada Imagen de la Virgen de Altagracia. El 2 de enero se celebra el día del Comerciante Hatero, celebración que organiza la Asociación Civil de Comerciantes de Altagracia. El 4 de enero es el Canto a Altagracia, el cual tiene como condición que la canción que participe, debe estar dedicada a la Virgen de Altagracia, al pueblo de Altagracia o a un personaje de Altagracia. Cada año es homenajeado un compositor de dicho canto que se hace en la tarima de la plaza Don Miguel Marín. El 5 de enero en la noche se celebra la Salve o Víspera de la Virgen de Altagracia con fuegos artificiales y manifestaciones folclóricas. El 6 de enero es la fiesta central, es el día dedicado a honrar a la Madre de Dios bajo la Advocación de Nuestra Señora de Altagracia a quien se le atribuye el patronazgo del pueblo y de la parroquia que está compuesta por Altagracia, Sector San Antonio, El Valle de Pedrogonzalez y la comunidad de pescadores de Guayacan. Este día en horas de la mañana en la plaza Don Miguel Marin se celebra la Santa Misa Solemne en honor a la Virgen de Altagracia, seguidamente se presentan agrupaciones musicales que animan la fiesta todo el día hasta las cinco de la tarde, hora en la que sale la procesión a hacer su recorrido tradicional (calle Independencia, Santa Ana, San Antonio, Hilario Velasquez, Pueblo Nuevo y calle Altagracia).
Las fiestas otavarias son el 12 y 13 de enero. El recorrido de la procesión que corresponde a la octava está compuesto de tres bloques o ciclos, es decir, cada tres años es un recorrido diferente, los cuales están establecidos de la siguiente forma: primer año o recorrido calles Gómez Rojas y Marcano; segundo año o recorrido Calle Altagracia cruzando al sector la sabana por la primera entrada recorres las calles de ese sector continua el recorrido hacia el sector caranta via playa caribe y retorno a la iglesia; tercer año o recorrido calle Gonzalez hasta la entrada de la salina,sector el cerrito, sector chipi chipi, calle santa ana e independencia.  las fiestas culminan con la subida de la sagrada el día 31 de enero.